# Massimo Brambati
Massimo Brambati, né le 29 juin 1966 à Milan, est un footballeur italien, évoluant comme défenseur.

## Biographie
Avec la sélection olympique italienne, il participe aux Jeux olympiques de 1988 organisés en Corée du Sud. Lors du tournoi olympique, il joue quatre matchs, son équipe se classant quatrième de la compétition.

## Palmarès
- Vainqueur de la Coupe Mitropa en 1990 avec l'AS Bari